# Bryce Cabeldue
Bryce Cabeldue (4 settembre 2001) è un giocatore di football americano statunitense che milita nel ruolo di offensive tackle per i Seattle Seahawks della National Football League (NFL).

## Carriera universitaria
Cabeldue al college giocò a football a Kansas dal 2020 al 2024. Nella sua prima stagione disputò quattro partite, di cui due come titolare, mentre nella successiva disputò tutte le 12 gare come tackle destro titolare. Nel 2022 disputò tutte le 13 partite come titolare mentre nel 2023 undici, saltandone due per infortunio. Nel 2024 fu spostato sul lato sinistro. Nell'ultima stagione disputò tutte le 12 partite come titolare, venendo nominato menzione onorevole della Big 12 Conference e invitato all'East–West Shrine Bowl. Complessivamente nella sua carriera universitaria disputò 52 partite, di cui 50 come titolare.

## Carriera professionistica

### Seattle Seahawks
Cabeldue fu scelto nel corso del sesto giro (192º assoluto) del Draft NFL 2025 dai Seattle Seahawks.